# Principe reale
Principe reale e principessa reale sono una dignità riservata a determinati membri di una famiglia reale. Tale dignità sottolinea il rapporto di stretta prossimità al sovrano e capo della casata.

## Regno d'Italia
Nel Regno d'Italia, la normativa del 1890, in vigore fino al giugno del 1946, distingueva tra i principi del sangue, cioè i principi di casa Savoia discendenti da linea collaterale, e i principi reali: questi ultimi erano i figli e le figlie del re, tra cui il primogenito maschio assumeva la "qualità di principe reale ereditario" (art.2), e i figli e le figlie del principe ereditario.
La normativa deve essere combinata con le leggi dinastiche di casa Savoia relative ai matrimoni: così il figlio illegittimo (matrimonio non celebrato), o il figlio morganatico (matrimonio celebrato ma morganatico), o il figlio nato da matrimonio non autorizzato (matrimonio celebrato senza il regio assenso) erano esclusi dai diritti dinastici e dalla qualità di principe reale o del sangue.
Erano principesse reali, oltre alle figlie del re e a quelle del principe ereditario, anche le consorti dinastiche, cioè unite in matrimonio nel rispetto delle leggi dinastiche, di un principe reale.
Al principe reale spettava il trattamento di altezza reale, mentre al principe del sangue spettava il trattamento di altezza serenissima.
La qualità di principe reale è analoga a quella di figlio di Francia per i figli del re di Francia e del delfino.